# Síndrome de robo arterial
El Síndrome de robo arterial consiste en una complicación poco frecuente del acceso vascular requerido para la realización de hemodiálisis que se produce normalmente dentro de los treinta días siguientes a la cirugía. Puede desaparecer o mejorar en pocas semanas. Se manifiesta con: frialdad, entumecimiento de los dedos, dolor y palidez en la mano y parestesia. En casos extremos puede desembocar en úlceras y gangrena.
Se produce por la disminución del flujo arterial de la parte distal de la extremidad, al desviarse parte del riego sanguíneo hacia la fístula arteriovenosa o injerto protésico, ya que éstos ofrecen menos resistencia al paso de la sangre lo que produce una isquemia en los tejidos.
Los factores de riesgo clínicos para desarrollar esta complicación son: edad mayor de sesenta años, sexo femenino, diabetes, haber tenido procedimientos previos en la extremidad y el uso de la arteria humeral a nivel del codo para la realización del acceso.
El diagnóstico se realiza mediante oximetría del pulso o con Eco-Doppler. El tratamiento consiste en la corrección quirúrgica mediante el estrechamiento parcial o ligadura total del acceso.